# Hespérie rhétique
Pyrgus warrenensis
Espèce
Statut de conservation UICN

 LC  : Préoccupation mineure
L’Hespérie rhétique (Pyrgus warrenensis) est une espèce de lépidoptères (papillons) de la famille des Hesperiidae, de la sous-famille des Pyrginae et du genre Pyrgus.

## Taxonomie
Pyrgus warrenensis a été décrit par Ruggero Verity en 1928,.

### Noms vernaculaires
L'Hespérie rhétique se nomme Warren's Skipper en anglais.

## Description
L'Hespérie rhétique est un petit papillon, plus petit que d'autres Pyrgus, d'une couleur variant du marron au gris beige, avec une frange blanche entrecoupée et aux antérieures une ornementation de petites taches blanches quadrangulaires.
Le revers est plus clair gris verdâtre taché de blanc.

### Période de vol et hivernation
L'Hespérie rhétique vole en une seule génération en juillet août.

### Plantes hôtes
La plante hôte de sa chenille serait un Helianthemum.

## Écologie et distribution
L'Hespérie rhétique est présente uniquement dans les Alpes en France, Suisse, Italie et en Autriche.
En France elle et présente dans les Hautes-Alpes, les Alpes-de-Haute-Provence et les Alpes-Maritimes.

### Biotope
L'Hespérie rhétique réside en montagne sur les pentes où poussent des Thymus.

### Protection
Pas de statut de protection particulier.